# Buffseeds
 (octobre 2012).
Si vous disposez d'ouvrages ou d'articles de référence ou si vous connaissez des sites web de qualité traitant du thème abordé ici, merci de compléter l'article en donnant les références utiles à sa vérifiabilité et en les liant à la section « Notes et références ».
Buffseeds est un groupe pop rock créé en 2002 à Exeter par Kieran Scragg. Après un seul album, The Picture Show, 4 singles et quelques concerts, le groupe s'est séparé en 2004. La voix androgyne de Kieran Scragg ainsi que les compositions mélodiques et angéliques faisait de Buffseeds un groupe à part. Désormais Kieran Scragg est le leader du groupe iko.

## Membres
- Kieran Scragg : Chant, Guitare
- Joël Scragg : Basse, c'est le cousin de Kieran
- Neil Reed : Claviers, il continue de jouer dans iko, le nouveau groupe de Kieran
- Ella Lewis : Batterie